# نيكولاس فرانكو
نيكولاس فرانكو (بالإسبانية: Nicolás Franco) (1 يناير 1996 بأزول، مقاطعة بوينس آيرس في الأرجنتين - ) هو لاعب كرة قدم أرجنتيني في مركز الهجوم. لعب مع ريفر بليت.

## وصلات خارجية
- نيكولاس فرانكو على موقع قاعدة بيانات كرة القدم.إي يو (الإنجليزية)
- نيكولاس فرانكو على موقع Soccerway.com (الإنجليزية)